# Hylaeus perhumilis
Hylaeus perhumilis är en biart som först beskrevs av Cockerell 1914.  Hylaeus perhumilis ingår i släktet citronbin, och familjen korttungebin. Inga underarter finns listade i Catalogue of Life.

## Bildgalleri

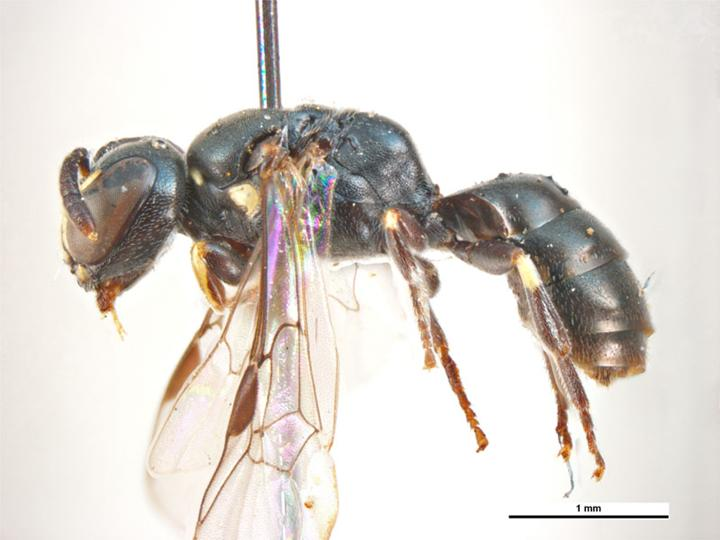
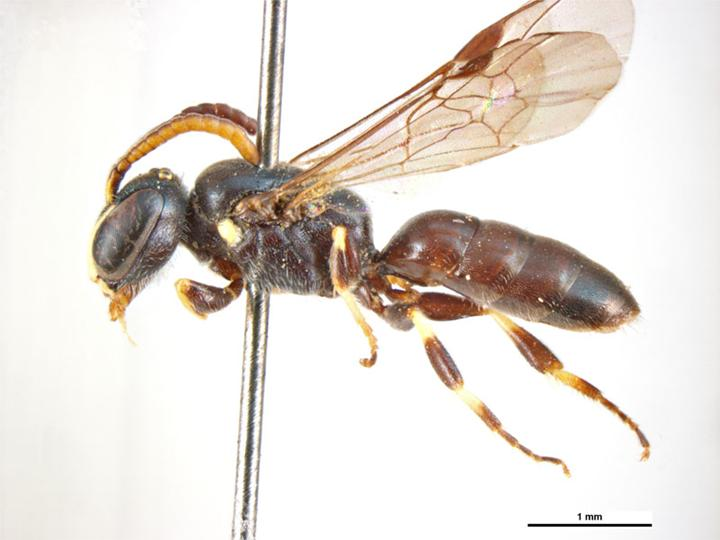
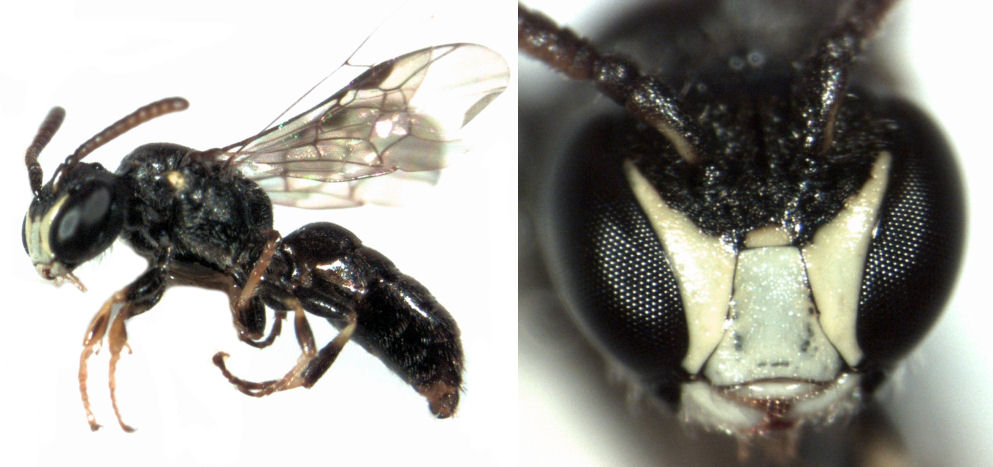